# Samish Indián Nemzet
A Samish Indián Nemzet az Amerikai Egyesült Államok szövetségi kormánya által elismert szervezet, amelynek székhelye a Washington állam Skagit megyéjében fekvő Anacortesben van. A samishok nem rendelkeznek rezervátummal, tagjaik főképp a Lummi és Swinomish rezervátumokban élnek.
Az 1840-es években még 2000 tagot számláló csoport népességszáma a különböző járványok miatt 1855-re 200 főre csökkent. A népcsoport tévedésből nem került fel a szövetségileg elismert indián szervezetek közé, azonban egy 1996-os bírósági döntéssel ezt pótolták. A nemzet később visszavásárolt egy földterületet, amelyet rezervátummá nyilváníttatnának.
A csoport az MV Samish komp névadója.

## Nevezetes személyek
- Charles Edwards, politikus és fafaragó[3]
- Herman „Jinks” Blackinton, a törzsi tanács tagja[3]
- Ken Hansen, a törzsi tanács egykori elnöke; nagy szerepe volt abban, hogy a samishok jogait visszaállítsák[7]
- Margaret Cagey Greene, a törzsi tanács egykori elnöke[8]
- Sarsfield J. Kavanaugh, a törzsi tanács és az Amerikai Indiánok Északnyugati Föderációja elnöke[3]

## Fordítás
- Ez a szócikk részben vagy egészben  a   Samish Indian Nation című angol Wikipédia-szócikk ezen változatának fordításán alapul.  Az eredeti cikk szerkesztőit annak laptörténete sorolja fel. Ez a jelzés csupán a megfogalmazás eredetét és a szerzői jogokat jelzi, nem szolgál a cikkben szereplő információk forrásmegjelöléseként.